# Ćamila Mičijević
Ćamila Mičijević, née le 8 septembre 1994 à Heidenheim an der Brenz en Allemagne, est une joueuse croate de handball évoluant au poste d'arrière gauche.
Internationale croate depuis 2014, elle joue depuis 2024 au  SCM Craiova.

## Biographie
Ćamila Mičijević naît à Heidenheim an der Brenz en Allemagne car ses parents ont été contraints de fuir la Guerre de Yougoslavie et la ville de Mostar en particulier. Une fois la guerre finie, la famille Mičijević retourne faire sa vie à Mostar et Ćamila se met au handball, fréquentant les clubs locaux du Lokomotiva et du Katarina Mostar.
Après avoir rejoint le club croate du ŽRK Zamet Rijeka en 2011, elle est retenue en 2014 et équipe nationale croate.

## Palmarès

### En sélection
- 13e place au Championnat d'Europe 2014
- 16e place au Championnat d'Europe 2016
- Médaille de bronze au Championnat d'Europe 2020

### En club
- Deuxième du Championnat de Croatie en 2015
- Finaliste de la Coupe de Croatie en 2014, 2016